# مال

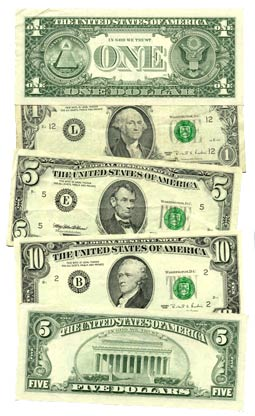
الأوراق النقدية لعملة الدولار الأمريكي

المال هو أي سلعة يمكن استخدامها للتجارة وحدةً للحساب ولتخزين القيمة. وقيمة المال تكتسب من قدرته الشرائية والتي تنخفض عادةً على مر السنوات ويطلق على المال مسمى عصب الحياة، وذلك لأهميتة البالغة في تلبية الحاجات وتحقيق المنافع، وهو من ساهم في تطوير العلوم المالية وذلك لتعظيم حجم الأموال المملوكة وبالتالي تعظيم المنافع. وشرعاً هو كل ما يصح امتلاكه في الإسلام والتصرف فيه وفق أحكام الشرع.

## التاريخ
يعود تاريخ المال من حيث كونه عملةً موحدة إلى 3000 عام تقريباً وبالتحديد عام 1100 قبل الميلاد حيث انتقلت الصين من استخدام الأدوات الحقيقية والأسلحة كوسيط للتبادل واستخدمت نماذج مقلدة صغيرة لذات الأدوات بقالب برونزي وبما أنه لم يعد هناك رغبة لأحد بمد يده لجيبه وجرحها بسهم حاد قرروا التخلي عن الخناجر الصغيرة والمجارف والمعاول لأدوات أقلّ أذى وتحولوا إلى استخدام أدوات معدنية على شكل دائرة وأصبحت البداية الفعلية لأول النقود المعدنية.

## أنواع المال
- مال عام: ويقصد به مال الدولة الذي تملكه وتستخدمه للمنفعة العامة وإنفاقه في ضوء القوانين مثال: موارد طبيعية، مصادر مياه، حدائق عامة، مدارس، مستشفيات.
- مال خاص : وهو المال الذي يملكه الفرد أو مؤسسة غير حكومية يتم كسبه بالعمل وللمالك الحق فيه.

## الصناعة
إنتاج عملة معدنية جديدة يبدأ بتصميم الفنان لها. وبعد أن يختار المسؤولون الحكوميون تصميماً يعِد الفنان أو المصمم نموذجاً كبيراً من الصلصال للعملة. وتكون معظم النماذج أكبر بنحو ثماني مرات من حجم العملة الجاهزة. ولا يضع الفنان التفاصيل، لأن الصلصال يكون طرياً جداً. وبدلاً من ذلك يضع الفنان قالباً بلاستيكيا من النموذج، ويكون القالب صلبًا بالقدر الكافي لإضافة التفاصيل الدقيقة. وهناك آلة خاصة تسمى مخرطة التصغير تتبع تفاصيل النموذج، وتخرط التصميم مصغرا في حجم العملة المعدنية من قطعة فولاذ تسمى القالب الأساسي. ثم يعالج هذا القالب الأساسي حراريًا حتى يصبح صلباً جداً. ثم تستخرج آلة خاصة نسخة من القالب الأساسي لصنع مجموعة من الأدوات الصلبة تسمّى قوالب التشكيل (لقم اللولبة). تستخدم هذه القوالب لطباعة صور من القالب الأساسي تسمى محاور العمل، وهذه بدورها توظف لعمل قوالب العمل التي تقوم بطبع العملة. تسخن قضبان معدنية ثم تضغط بين عجلات ثقيلة في قطع سمكها كالعملة المعدنية. وتقوم آلة بتقطيع أقراص ملساء من المعدن غير مشغولة تسمى الغفلات وهي قطع معدنية غير مشغولة. ثم تدخل هذه الغفلات في آلة صف علوية ترفع حافة كل قرص، ثم تسلمها أخرى، وتسمى المطبعة الساكَّة تستخدم قالبين لتحول القرص غير المشغول إلى عملة معدنية عن طريق سكه من الوجهين في الوقت نفسه.